# یوکتومتر
یوکتومتر با نماد ym یک یکای اندازه‌گیری طول در سامانهٔ استاندارد بین‌المللی یکاها است و برابر است با ۲۴-۱۰ متر و ۰٫۰۱ قطر یک الکترون و ۰٫۰۰۰۰۱ قطر یک پروتون یا نوترون.
- ۱ یوکتومتر = ۲۴-۱۰ × ۱٫۰ متر
- ۱ یوکتومتر برابر است با ۰٫۰۰۱ زپتومتر، همچنین: زپتومتر >> یوکتومتر >> طول پلانک

## منبع
مشارکت‌کنندگان ویکی‌پدیا. «Yoctometre». در دانشنامهٔ ویکی‌پدیای انگلیسی، بازبینی‌شده در ۲۹ مارس ۲۰۱۱.